# Agoultichthys chattertoni
Agoultichthys chattertoni è un pesce osseo estinto, appartenente ai macrosemiidi. Visse nel Cretaceo superiore (Cenomaniano, circa 95 milioni di anni fa) e i suoi resti fossili sono stati ritrovati in Marocco.

## Descrizione
Questo pesce era dotato di un corpo slanciato, e poteva raggiungere la lunghezza di 10 centimetri. Si differenziava dagli altri macrosemiidi principalmente per l'alto numero di file di scaglie laterali lungo il corpo (68), molto maggiori di quelle presenti in altri generi (50 o meno), e per il maggior numero di raggi delle pinne dorsali (circa 47 in totale). La pinna dorsale era separata in due lobi, caratteristica che si riscontra anche in Notagogus, Histionotus, Propterus e Macrosemiocotzus; le scaglie erano romboidali e dotate di un margine posteriore liscio, contrariamente a quelle presenti nella maggior parte dei macrosemiidi, e ricoprivano tutto il corpo.

## Classificazione
Agoultichthys chattertoni venne descritto per la prima volta nel 2009, sulla base di resti fossili ritrovati in Marocco, nella zona di Meknes-Tafilalt, in terreni risalenti al Cenomaniano. Agoultichthys è stato classificato come un rappresentante dei macrosemiidi, un gruppo di pesci semionotiformi dal muso rivolto verso il basso, tipici del Giurassico e della prima parte del Cretaceo; curiosamente, le analisi filogenetiche indicano che Agoultichthys era un rappresentante basale di questo gruppo, nonostante la tarda apparizione nel record fossile, e sembrerebbe essere più derivato del solo Legnonotus del Triassico (il più antico macrosemiide noto).

## Importanza dei fossili
I fossili di Agoultichthys estendono la presenza dei macrosemiidi sia geograficamente che temporalmente: fino alla scoperta di questa specie, non erano stati rinvenuti macrosemiidi nel continente africano, e i più recenti macrosemiidi risalivano all'Albiano (ad esempio Notagogus o Macrosemiocotzus). 